# Flecha Valona 1943
La Flecha Valona 1943 se disputó el 23 de mayo de 1943, y supuso la edición número 7 de la carrera. El ganador fue el belga Marcel Kint. Sus compatriotas Georges Claes y Désiré Keteleer fueron segundo y tercero respectivamente.  

## Clasificación final
| Pos. | Ciclista          | Equipo             | Tiempo   |
| ---- | ----------------- | ------------------ | -------- |
| 1    | Marcel Kint       | Mercier-Hutchinson | 5h40'00" |
| 2    | Georges Claes     | Helyett            | a 10"    |
| 3    | Désiré Keteleer   | Helyett            | s.t.     |
| 4    | Armand Putzeyse   | Metròpole-Dunlop   | s.t.     |
| 5    | Ernest Sterckx    | -                  | s.t.     |
| 6    | Jacques Geus      | Helyett            | s.t.     |
| 7    | Jerome Dufromont  | -                  | s.t.     |
| 8    | Jules Lowie       | Mercier-Hutchinson | s.t.     |
| 9    | Omer Thys         | -                  | s.t.     |
| 10   | Joseph Moerenhout | Dilecta-Wolber     | s.t.     |